# Nebulina
Nebulina é uma proteína ligante de actina que esta localizada na banda I e na banda A na zona de interdigitação entre os filamentos finos e grossos no sarcómero, encontrando-se ancorada na linha Z do mesmo. É uma proteína grande (600-900 kDa) e liga-se com aproximadamente 200 monômeros de actina. Este comprimento é proporcional ao comprimento do filamento fino. Ajuda a fixar os filamentos de actina ao disco Z.
A nebulina regula as interacções entre a actina e a miosina, através da inibição da actividade da ATPase de maneira cálcio-calmodulina dependente.
Mutações na nebulina causam alguns casos da patologia autossómicas recessiva miopatia nemalínica.